# Route européenne 44
Pour les articles homonymes, voir E44 et Route 44.
La route européenne 44 (E44) est une route reliant Le Havre à Giessen en passant par Luxembourg.

## Tracé

### France
En France, la route européenne 44 relie Le Havre à Mont-Saint-Martin. Elle se confond avec :
- A29 du Havre à Saint-Quentin en passant par Neufchâtel-en-Bray et Amiens ;
- N 442 (déclassée en RD 1029) de Saint-Quentin à La Capelle en passant par Guise ;
- N 43 (déclassée en RD 1043 dans l’Aisne et en RD 8043 dans les Ardennes) de La Capelle au Piquet (commune de Tremblois-lès-Rocroi) en passant par Hirson ;
- A304 du Piquet à Charleville-Mézières ;
- A34 de Charleville-Mézières à Sedan ;
- N 43 (déclassée en RD 8043 dans les Ardennes et en RD 643 dans la Meuse) de Sedan à Longuyon en passant par Carignan et Montmédy ;
- N 18 (déclassée en RD 618) de Longuyon à Longwy ;
- N 52 de Longwy à Mont-Saint-Martin.

### Belgique
En Belgique, la route européenne 44 relie Aubange à Athus. Elle se confond avec :
- d’Aubange à Athus.

### Luxembourg
Au Luxembourg, la route européenne 44 relie Pétange à Mertert. Elle se confond avec :
- de Pétange à Bascharage ;
- de Bascharage à Bertrange (ouest de Luxembourg) ;
- de Bertrange à Hesperange (sud de Luxembourg) ;
- de Hesperange à Mertert.

### Allemagne
En Allemagne, la route européenne 44 relie Langsur à Giessen. Elle se confond avec :
- de Langsur à Trèves ;
- de Trèves à Schweich ;
- de Schweich à Mehren en passant par Wittlich ;
- de Mehren à Dernbach (Westerwald) en passant par Coblence ;
- de Dernbach (Westerwald) à Limbourg-sur-la-Lahn ;
- de Limbourg-sur-la-Lahn à Giessen.

## Galerie

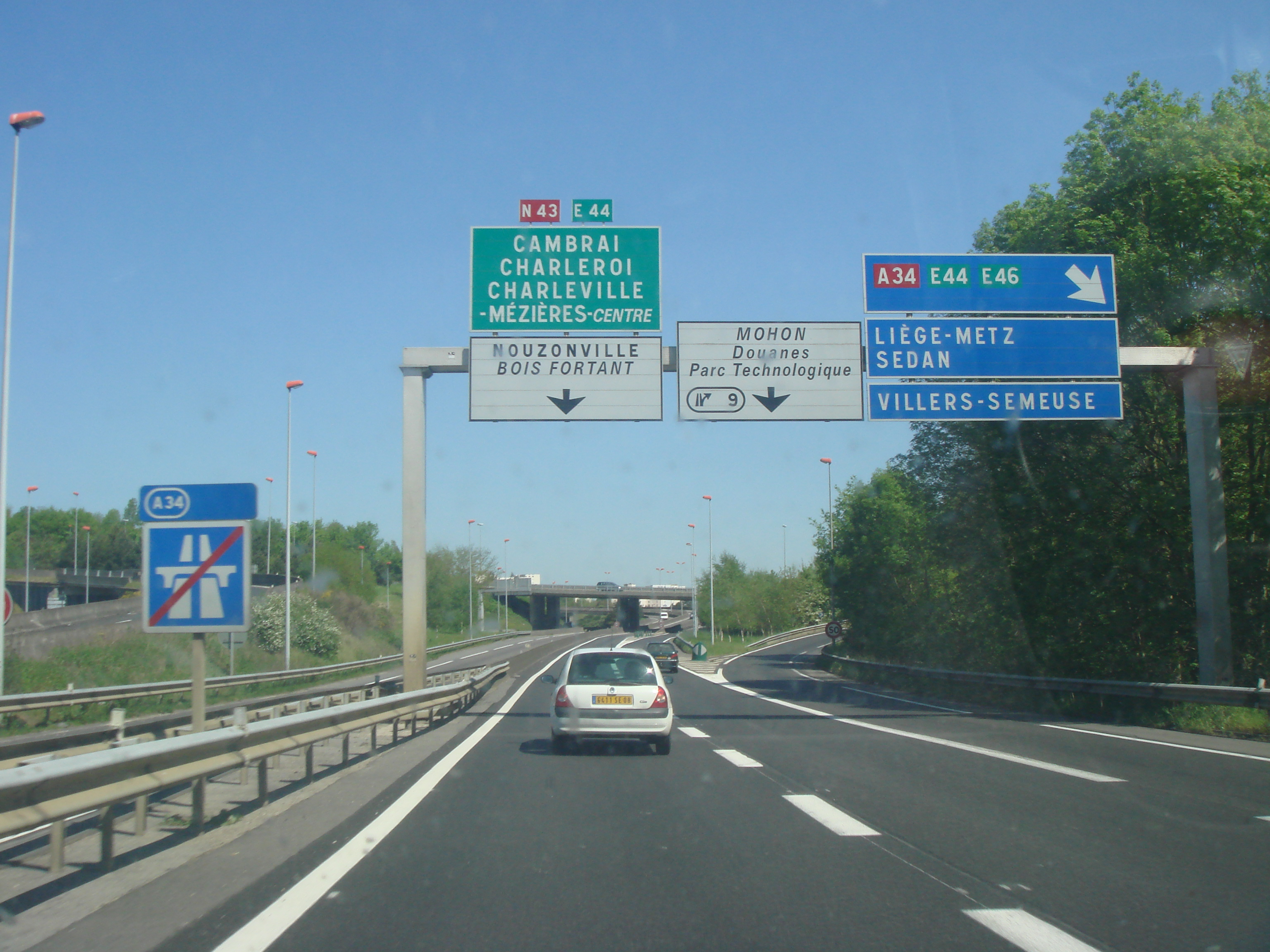
Route européenne 44 à proximité de Charleville-Mézières
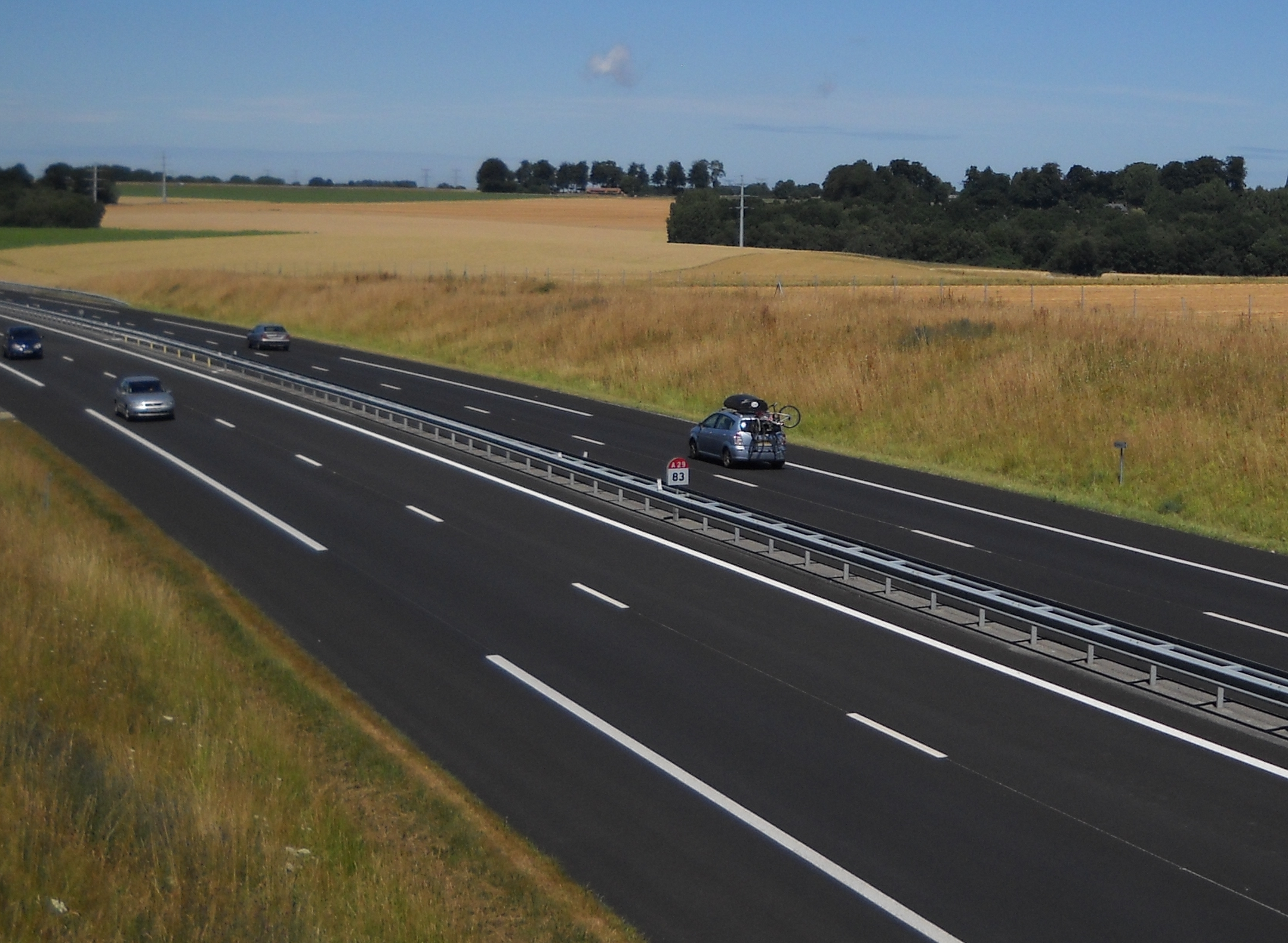
Route européenne 44 dans le Pays de Caux
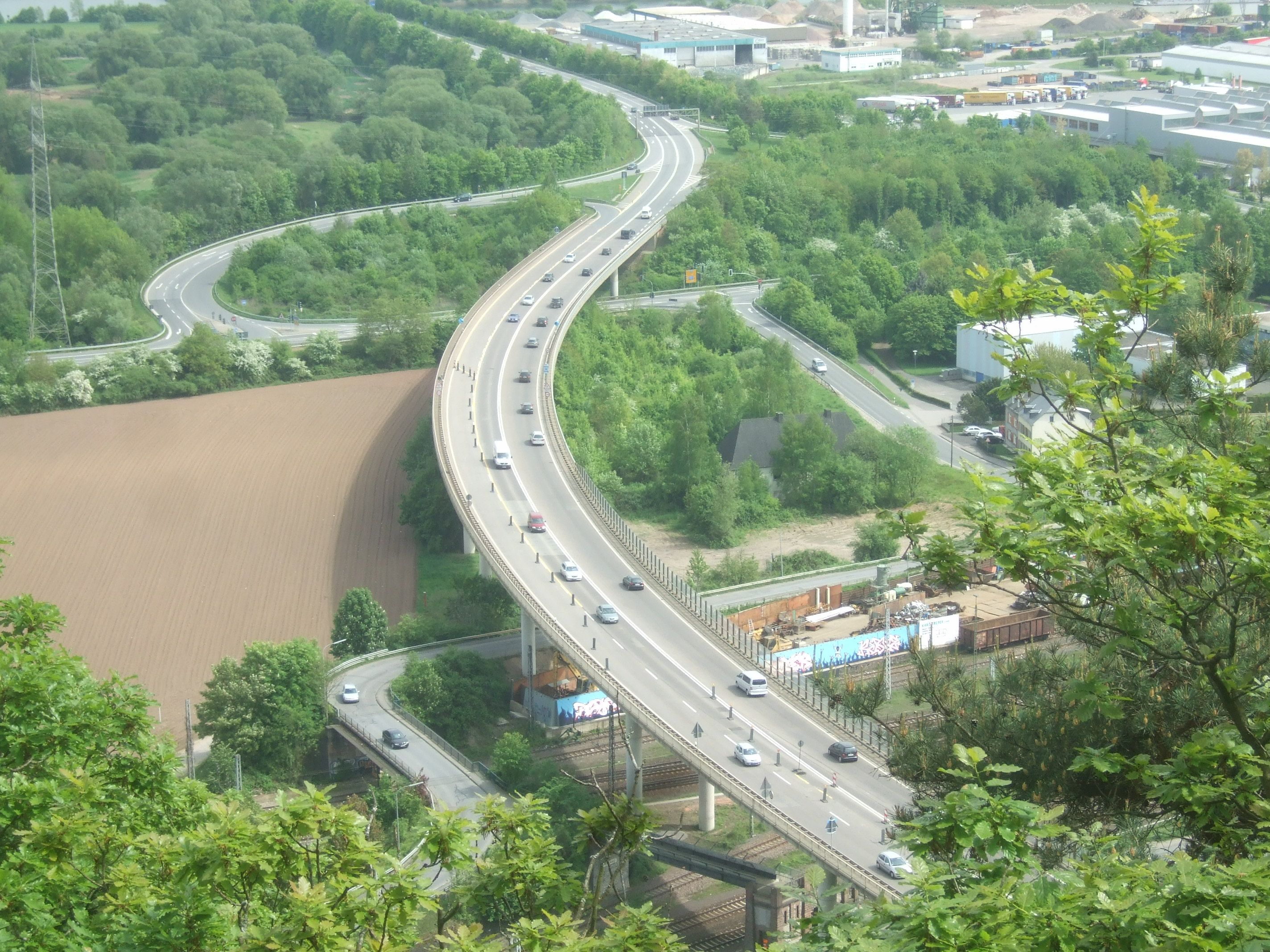
Route européenne 44 près de Trèves